# Аскании
Аскании (нем. Askanier) — княжеский род в Германии, разделившийся на значительное количество ветвей. 
Название «Аскании» происходит от латинизированной формы (лат. Ascharia) их владения в Ашерслебене. С XI века они жили в восточной Саксонии. В 1762—1796 годах Аскании правили в России в лице императрицы Екатерины II.

## История

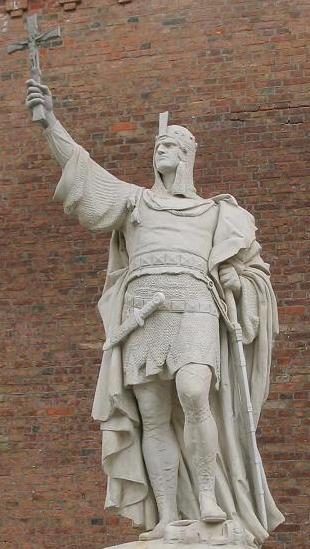
Памятник Альбрехту I Медведю у цитадели Шпандау в Берлине.

Первым известным представителем рода был живший в первой половине XI века граф Адальберт Балленштедтский. Его сын, граф Эзико фон Балленштедт (ум. после 1060), унаследовал от своей матери Хидды, дочери маркграфа Лужицкой марки Удо I, очень значительные владения между реками Эльбой и Заалой, ставшие основой могущества рода.
Его внук Оттон Богатый (ум. 1123) первым в роде принял титул графа Аскания. После прекращения в 1106 году со смертью герцога Саксонии Магнуса династии Биллунгов Оттон безуспешно претендовал и на Саксонское герцогство как муж Эйлики, младшей дочери Магнуса, но в итоге смог только присоединить часть владений Биллунгов.
Его сын, Альбрехт Медведь (ок. 1100 — 18 ноября 1170) — граф из рода Асканиев Балленштедта и Ашерслебена (1123—1170), маркграф Лужицкой марки (1124—1131), маркграф Северной марки (1134—1157), граф Орламюнде (ок. 1134—1170), первый маркграф Бранденбурга (1157—1170), герцог Саксонии (1138—1141), был одним из самых значительных владетельных князей своего времени. После смерти Альбрехта в 1170 году его обширные владения были разделены между несколькими сыновьями, ставшими родоначальниками нескольких ветвей рода.
Старший, Оттон I (ок. 1128—1184), получил Бранденбургскую марку и Северную Саксонию, Герман I (ум. 1176) — графство Веймар-Орламюнде, Адальберт (ум. 1171) — родовые земли Ашерслебен и Балленштедт, но умер, не оставив прямых наследников, Дитрих получил графство Вербен, а Бернхард — Ангальт и владения по среднему течению Эльбы, которые отец его отнял у славян и присоединил к своим родовым владениям.

## Бранденбургская ветвь
Родоначальником ветви стал старший сын Альбрехта Медведя, Оттон I (ок. 1128—1184), получивший при разделе отцовских владений в 1170 году Бранденбургскую марку.
При его внуках ветвь разделилась на 2 линии. От Иоганна I (ок. 1213—1266) пошла Иоганновская линия, представители которой правили с 1267 года в Штендале, а от Оттона III (1215—1266) — Оттоновская линия, представители которой правили с 1267 года в Зальцведеле. Оттоновская линия угасла в 1317 году, все её владения унаследовал маркграф Вальдемар (ок. 1280—1319) из Иоганновской линии. После смерти в 1320 году маркграфа Генриха II Ландсбергского ветвь угасла.

## Ветвь Веймар-Орламюнде
Существовали старшая и младшая ветви рода.
Основателем старшей стал Зигфрид I (ум. 1113), младший сын графа Балленштедтского Адальберта II (сын Эзико Балленштедтского) и Адельгейды Веймарской, дочери и наследницы Оттона I, графа Веймара и Орламюнде. Зигфрид I с 1095/1097 года носил титул пфальцграфа Лотарингии. После того, как в 1112 году умер бездетный граф Веймара и Орламюнде Ульрих II, графство Веймар-Орламюнде унаследовал Зигфрид, что вызвало конфликт с императором Генрихом V. В результате Зигфрид погиб, оставив двух несовершеннолетних сыновей, Зигфрида II (ум. 1124) и Вильгельма (ум. 1140), последовательно сменявших друг друга в графстве (первоначально под опекой дяди, графа Балленштедта Оттона Богатого). Однако пфальцграфство Лотарингия у них было отобрано и вернулось к Вильгельму только после смерти императора Генриха V в 1125 году. После смерти бездетного Вильгельма в 1140 году ветвь угасла, а Веймар и Орламюнде перешли к его двоюродному брату Альбрехту Медведю.
Родоначальником младшей ветви стал второй сын Альбрехта Медведя — Герман I (ум. 1176), получивший в 1170 году при разделе отцовских владений графство Веймар-Орламюнде. После смерти в 1247 году его внука, графа Германа II, ветвь разделилась на 2 линии.
Старший сын Германа II, Герман III (ум. 1283), стал править в Орламюнде, став родоначальником линии Орламюнде. Его младший сын Генрих Старший (ум. 1357), испытывавший значительные финансовые трудности, к 1344 году продал Орламюнде. Его сыновья, Генрих Младший (ум. после 1345) и Фридрих I (ум. после 1346), а также внук, Фридрих II (ум. 1400), сохраняли небольшие владения в районе Дройсига. Род угас в начале XV века после смерти бездетного Генриха, сына Фридриха II.
Второй сын Германа II, Оттон III (ум. 1285), стал править в Веймаре, став родоначальником Веймарской линии. При его сыновьях и внуках владения ещё более раздробились. От младшего сына Оттона III, Оттона IV (ум. ок. 1318) пошла Плассенбургская линия, угасшая после 1341 года со смертью внука родоначальника. В Веймаре остался править старший сын Оттона III, Герман V (ум. 1314). Его старший сын, Фридрих II (ум. 1365), и единственный бездетный сын Фридриха II, Фридрих IV (ум. после 1381) правили в Веймаре. Третий сын Германа V, бездетный Герман VI (ум. 1373) правил в Вие, а четвёртый, Оттон V (ум. 1334) — в Лауэнштейне. Лауэнштейнская линия угасла после смерти Фридриха VI (ум. после 1486).

## Саксонская ветвь
Родоначальником ветви стал Бернхард III (1140—1212), младший сын Альбрехта Медведя, получивший при разделе отцовских владений в 1170 году графство Ангальт, входившего в состав Саксонии. Он был врагом саксонского герцога Генриха Льва, поэтому, когда в 1180 году император Фридрих I Барбаросса после подавления восстаний Генриха Льва разделил Саксонию на несколько княжеств, Бернхард при этом получил небольшие владения по правому берегу Нижней и Средней Эльбы, за которыми с этого времени закрепилось название «герцогство Саксония», и титул герцога. Также Бернхарду удалось добиться признания своих прав на Лауэнбург как на часть наследства Биллунгов и присоединить его к своему герцогству.
После смерти Бернхарда его владения были разделены между двумя сыновьями. Старший, Генрих I (ум. 1252), получил Ангальт и стал родоначальником Ангальтской ветви. Младший же, Альбрехт I (ум. 1260), получил Саксонию. Его сыновья разделили и без того небольшие владения, от них пошли Саксен-Виттенбергская и Саксен-Лауэнбургская ветви рода.

### Саксен-Лауэнбургская ветвь
Её родоначальником был старший сын Альбрехта I Саксонского, Иоганн I (ум. 1286), получивший при разделе с братом владения по нижнему течению Эльбы, получившие по своему главному городу Лауэнбургу название герцогство Саксен-Лауэнбург. Герцоги Саксен-Лауэнбурга долго спорили с герцогами Саксен-Виттенберга за титул курфюрста, пока в 1356 году император Карл IV своей Золотой буллой не утвердил титул курфюрста Саксонии за Саксен-Виттенбергской ветвью. После этого Саксен-Лауэнбург был окончательно отодвинут на задний план. Уже при сыновьях и внуках владения стали дробиться. От старшего сына Иоанна, Иоанна II (ум. 1322) пошла линия Бергедорф-Мёльн (угасла в 1401 году со смертью внука Иоанна II, Эрика III). От третьего сына Иоанна II, Эрика I (ум. 1359), пошла линия Ратцебург-Лауэнбург.
Ветвь угасла в 1689 году со смертью герцога Юлия-Франца.

### Саксен-Виттенбергская ветвь
Её родоначальником был младший сын Альбрехта I Саксонского, Альбрехт II (ум. 1298), получивший при разделе с братом владения по среднему течению Эльбы, получившие по своему главному городу Виттенбергу название герцогство Саксен-Виттенберг. Герцоги Саксен-Виттенбергские долго спорили с герцогами Саксен-Лауэнбурга за титул курфюрста, пока в 1356 году император Карл IV своей Золотой буллой не утвердил титул курфюрста Саксонии за Рудольфом II Саксен-Виттенбергским.
Ветвь угасла в 1422 году после смерти Альбрехта III, после чего Саксен-Виттенберг вместе с титулом курфюрста перешёл к маркграфам Мейсена из рода Веттинов.

## Ангальтская ветвь
Родоначальником ветви был старший сын герцога Саксонии Бернхарда III, Генрих I (ум. 1252), который при разделе отцовских владений в 1212 году получил графство Ангальт. В 1213 году он был возведён в княжеское достоинство. Генрих оставил 5 сыновей, двое из которых избрали духовную карьеру, а трое других разделили Ангальт на 3 части. Эти 3 сына стали родоначальниками трёх ветвей рода: Ангальт-Ашерслебенской, Ангальт-Бернбургской и Ангальт-Цербстской.

### Ветвь Ангальт-Ашерслебен (1252—1315)
Родоначальником ветви был старший сын Генриха I, Генрих II Толстый (1215—1266), получивший при разделе отцовских владений старые родовые владения Асканиев к северу от Гарца — Ашерслебен, Хеклинген, Эрмслебен и Вёрбциг. Ветвь угасла в 1315 году после смерти внука родоначальника, Оттона II, оставившего двух дочерей Екатерину (ум. до 1369) и Елизавету, а владения, включая Ашерслебен, были захвачены епископом Хальберштадта Альбрехтом I и включены им в состав епархии.

### Старшая Ангальт-Бернбургская ветвь (1252—1468)
Родоначальником ветви был второй сын Генриха I, Бернхард I (ум. 1286/1287), получивший при разделе отцовских владений земли к западу от реки Зале — Бернбург и Балленштедт, получившие название Ангальт-Бернбург. Его сын, князь Бернхард II (ум. 1318), в 1316 году, после угасания Ашерслебенской ветви унаследовал её титул, хотя сами владения сохранил захвативший их его брат, Альбрехт I, епископ Хальберштадта.
Ветвь угасла в 1468 году после смерти Бернхарда VI, пережившего своего сына и внука, а владения перешли к Ангальт-Цербстской ветви.

### Старшая Ангальт-Кётенская ветвь (1252—1396)
Родоначальником ветви стал пятый сын Генриха I, Зигфрид I (1230 — после 1298), получивший при разделе отцовских владений Дессау, Кётен, Косвиг и Рослау. После смерти ландграфа Тюрингии Генриха Распе в 1247 году во время войны за Тюрингское наследство захватил Саксонское пфальцграфство, предъявив на него претензии как внук по матери ландграфа Германа I Тюрингского, но позже отказался на прав от него в пользу Веттинов, получив взамен компенсацию. Его сын, Альбрехт I (ум. 1316) в 1307 году приобрел в лен часть города Цербст, находившегося в руках маркграфов Бранденбурга, по названию которого одна из частей княжества позже получила название Ангальт-Цербст. Его сыновья в 1370 году приобрели ещё и графство Линдау. В 1396 году владения были разделены между двумя сыновьями князя Иоганна I (ум. ок. 1382). Второй сын, Альбрехт IV (ум. 1423), получил во владение Кётен, стал родоначальником линии средней Ангальт-Кётенской ветви, а старший, Сигизмунд I (ум. 1405), получивший Цербст и Дессау, стал родоначальником старшей Ангальт-Цербстской ветви.

### Средняя Ангальт-Кётенская ветвь (Ангальт-Цербст-Кётен) (1396—1526)
Родоначальником ветви стал Альбрехт IV (ум. 1423), сын князя Ангальт-Кётена Иоанна I, который при разделе с братом в 1396 году получил во владение Кётен.
Ветвь угасла в 1526 году после смерти Адольфа, епископа Мерзебурга. Княжество Ангальт-Кётен же ещё в 1508 году окончательно перешло к Вольфгангу из Ангальт-Цербстской ветви.

### Старшая Ангальт-Цербстская ветвь (Ангальт-Цербст-Дессау) (1396—1586)
Родоначальником ветви стал Сигизмунд I (ум. 1405), старший сын князя Ангальт-Кётена Иоанна I, который при разделе с братом в 1396 году получил во владение Дессау и Цербст. Его многочисленные сыновья и внуки совместно управляли княжеством.
В 1471 году внук Сигизмунда I, Вальдемар V (ум. 1508), один из сыновей князя Георга I, по договору с князьями Ангальт-Кётена получил в управление половину княжества. А в 1508 году последние представители Кётенской ветви отказались в его пользу от своей части княжества, после чего оно окончательно перешло к Вальдемару, а после его смерти к его сыну Вольфгангу (ум. 1566). Будучи сторонником Мартина Лютера, он ввёл Реформацию в Ангальт-Кётене (в 1525 году) и в Ангальт-Бернбурге (в 1526 году). Из-за этого он стал противником императора Карла V. В 1544 году он отказался в пользу кузенов от прав на Ангальт-Дессау. Во время Шмалькальденской войны в 1547 году Вольфганг потерял Кётен, сожжённый императорской армией, и был вынужден укрыться в Саксонии. Только в 1552 году по миру в Пасау ему были возвращены владения, но, не имея детей, он в 1562 году передал большинство владений князьям Цербста, сохранив до своей смерти только Косвиг.
В 1570 году князь Иоахим Эрнст (1536—1586) объединил в своих руках все ангальтские земли. Он издал новые законы для своих владений, положив начало новому государственному устройству этих земель. У него было 7 сыновей, но к моменту смерти в живых остались только пятеро, которые в 1603 году разделили отцовские земли на 5 княжеств. Иоанн Георг I (1567—1618) получил Ангальт-Дессау, Кристиан I (1568—1630) — Ангальт-Бернбург, Август (1575—1653) — Ангальт-Плёцкау, Людвиг (1579—1650) — Ангальт-Кётен, а Рудольф (1576—1621) — Ангальт-Цербст. Сыновья Людвига Ангальт-Кётенского умерли бездетными, а от остальных пошли 4 ветви рода — Дессауская, Бернбургская, Кётенская и Цербстская.

### Ветвь Ангальт-Дессау
Родоначальником ветви стал Иоганн Георг I (1567—1618), старший сын князя Иоахима Эрнста, получивший при разделе отцовских владений в 1603 году Ангальт-Дессау. Это единственная существующая в данный момент ветвь Ангальтского дома, если не считать ветви графов Вестарп.
Внук родоначальника Иоганн Георг II (1660—1693) построил в Нишвице замок, получивший в честь его жены, принцессы Оранской, название Ораниенбаум.
Сыном и наследником Иоганна Георга II был Леопольд I (1676—1747), известный под прозвищем «старый дессауец». Он прославился как полководец на службе у королей Пруссии, получив в 1712 году звание генерал-фельдмаршал. Его старший сын, Вильгельм Густав (1699—1737) тайно женился на Христиане Герре, дочери пивовара. Он умер раньше отца, а его потомки были отстранены от наследования. Вдова Вильгельма Густава и его сыновья были пожалованы императором Францем в 1749 году титулом «граф Ангальт». Эта ветвь угасла в 1823 году со смертью графа Альбрехта. Однако осталась побочная ветвь, идущая от незаконного сына Вильгельма Густава. Сначала представители этой ветви носили фамилию Густавсон, однако 3 января 1761 года король Пруссии Фридрих II Великий возвёл их в дворянское достоинство и разрешил носить фамилию Ангальт.
Наследником Леопольда I стал его второй сын, Леопольд II Максимилиан (1700—1751), подобно отцу служивший вместе с младшими братьями Дитрихом (1702—1769), Морицем (1712—1760) и Фридрихом Генрихом Евгением (1705—1781) на прусской военной службе, причем Леопольд II, Дитрих и Мориц имели, как и отец, звание генерал-фельдмаршала.
Сын и наследник Леопольда II, Леопольд III Фридрих Франц (1740—1817) в 1807 году примкнул к Рейнскому союзу. Его сын Фридрих (1769—1814) умер раньше отца, поэтому наследником стал внук, Леопольд IV Фридрих (1794—1871). В 1847 году он после прекращения Кётенской ветви унаследовал Ангальт-Кётен, а в 1863 году — после прекращения Бернбургской ветви — Ангальт-Бернбург и Ангальт-Цербст, объединив, таким образом, все ангальтские владения и приняв титул герцога Ангальта. Ещё в 1828 году он примкнул к Таможенному союзу. В 1871 году Ангальт вошёл в состав Германской империи.
После смерти Леопольда IV ему наследовал сын, Фридрих I (1831—1904), после которого правили сыновья Фридрих II (1856—1918) и Эдуард (1861—1918). После смерти Эдуарда ему 19 сентября 1918 года наследовал несовершеннолетний сын Иоахим Эрнст (1901—1947), регентом при этом стал младший брат его отца Ариберт (1864—1933). Но из-за революции в Германии 12 ноября 1918 года он вынужден был отречься за своего племянника от престола.
После смерти Иоахима Эрнста, умершего в 1947 году в бывшем концлагере в Бухенвальде, титул герцога Ангальта унаследовал его сын Фридрих (1938—1963), глава Дома с 1947 года. После его гибели в автомобильной катастрофе в 1963 году главой Дома является его младший брат Эдуард (род. 1941). Он много времени прожил в США, но в 1967 году вернулся в Германию. По профессии он журналист. У него нет сыновей, только 3 дочери, поэтому после его смерти дом Асканиев угаснет по мужской линии.

### Младшая Ангальт-Бернбургская ветвь (1603—1863)
Родоначальником ветви стал Кристиан I (1568—1630), второй сын князя Иоахима Эрнста, получивший при разделе отцовских владений в 1603 году Ангальт-Бернбург, включавший землях к западу от реки Зале. Во время Тридцатилетней войны он поддержал избранного королём Чехии курфюрста Фридриха V Пфальцского, который назначил Кристиана правителем Праги. После поражения в 1620 году Фридриха в битве при Белой Горе Кристиан был вынужден бежать из своих владений, однако после принесения присяги императору владения ему были возвращены.
После смерти Кристиана I в 1630 году владения были разделены между двумя сыновьями. Кристиан II (1599—1656) получил Бернбург, а Фридрих (1613—1670) получил Гарцгероде. Линия Гарцгероде угасла после смерти сына Фридриха, Вильгельма (1643—1709), владения которого перешли к князьям Бернбурга.
После смерти Кристиана II ему наследовал сын Виктор Амадей (1634—1718). В 1677 году он ввёл право первородства, а в 1709 году унаследовал Гарцгероде и Плёцкау. В Ангальт-Бернбурге ему наследовал старший сын Карл Фридрих (1668—1721), а от второго сына Виктора Амадея Лебрехта (1669—1727) пошла линия Ангальт-Бернбург-Шаумбург-Хойм.
Князь Фридрих Альбрехт (1735—1796) в 1793 году унаследовал Ангальт-Цербст после угасания местной ветви, кроме того он перенёс свою столицу в Балленштедт. Его сын Алексей Фридрих Кристиан (1767—1834) в 1806 году получил герцогский титул, а в 1807 году примкнул к Рейнскому союзу. В 1828 году он примкнул к Таможенному союзу. После смерти в 1863 году его сына Александра Карла (1805—1863) ветвь угасла. По договору о наследовании 1665 года владения перешли к ветви Ангальт-Дессау.

#### Ветвь Ангальт-Бернбург-Шаумбург-Хойм (1773—1812)
Родоначальником линии стал Лебрехт (1669—1727), второй сын князя Виктора Амадея, получивший в управление Хойм. Его сын Виктор I Амадей Адольф (1693—1772) получил в 1707 году Хольцапфель и Шаумбург, после чего княжество получило название Ангальт-Бернбург-Шаумбург-Хойм. Линия угасла в 1812 году после смерти его внука Виктора II (1767—1812), оставившего только дочерей.

#### Ветвь графов Вестарп
Родоначальником её является Фридрих Франц Кристоф (1769—1807), сын принца Франца Адольфа Ангальт-Бернбург-Шомбург-Хоймского (1724—1784). В 1790 году сочетался морганатическим браком с Каролиной Вестарп (1773—1818), получившей в 1811 году титул «графиня фон Вестарп». Дети от этого брака также носили титул графов фон Вестарп.
После вероятного угасания ветви Ангальт-Дессау (герцогов Ангальта) представители этой ветви окажутся последними представителями дома Асканиев по мужской линии.

### Младшая Ангальт-Кётенская ветвь (1603—1812)
Первоначально Ангальт-Кётен получил седьмой сын князя Иоахима Эрнста, Людвиг (1579—1650). В состав его владений вошла центральная часть Ангальта — междуречье рек Эльба и Зале. Однако после его смерти княжество фактически перешло под управление его брата Августа (1575—1653), четвёртого сын князя Иоахима Эрнста, первоначально получивший при разделе отцовских владений в 1603 году Плёцкау, управлявший княжеством как опекун несовершеннолетнего князя Вильгельма Людвига (1638—1665), младшего сына Людвига. После смерти в 1653 году Августа опека до 1659 года перешла к его сыновьям Лебрехту (1622—1669) и Эмануэлю (1631—1670), которые, после смерти в 1665 году бездетного Вильгельма Людвига окончательно получили Кётен. Лебрехт умер бездетным, и княжеством управляли потомки Эмануэля.
Эмануэль умер в 1670 году. Ему наследовал родившийся уже после смерти отца Эмануэль Лебрехт (1671—1704), до 1692 года управлявший под опекой матери. Он женился на Гизеле Агнессе фон Рат (1669—1740), возведённой императором в достоинство имперской графини Нинбургской, однако этот брак долго не признавали остальные ангальтские князья. После смерти мужа Гизела Агнесса до 1715 года управляла княжеством как регент при малолетнем сыне Леопольде (1694—1728). Единственный сын Леопольда умер бездетным раньше отца, поэтому наследником стал его младший брат Август Людвиг (1697—1755), после смерти которого род разделился на две линии.
Старшая пошла от его второго сына Карла Георга Лебрехта (1730—1789), унаследовавшего после смерти отца в 1755 году Ангальт-Кётен. Благодаря хорошему управлению он поднял благосостояние княжества. Он поступил на службу к императору, дослужился до чина генерал-фельдмаршала-лейтенанта и погиб в 1789 году. Также на императорской службе до 1797 года состоял и старший сын Карла, Август Кристиан Фридрих (1769—1812). В 1807 году он примкнул к Рейнскому союзу, получив при этом герцогский титул. Однако неумелым управлением и своей расточительностью он обременил страну большими долгами. Детей он не оставил, наследником стал сын его рано умершего младшего брата Людвига (1778—1802). Но после смерти в 1818 году Людвига Августа (1802—1818), линия угасла.
Родоначальником другой линии (Ангальт-Кётен-Плес) стал младший сын князя Августа, Фридрих Эрдман (1731—1791), который в 1765 году приобрёл княжество Плес в Верхней Силезии. Его старший сын Фердинанд Фридрих (1769—1830) в 1812 году стал опекуном герцога Ангальт-Кётена Людвига Августа, а после его смерти в 1818 году сам унаследовал герцогство. В 1828 году он примкнул к Таможенному союзу. Детей он не оставил, а после смерти в 1847 году его младшего брата Генриха (1778—1847) род угас, а владения перешли к ветви Дессау.

Екатерина II Великая - София Августа Фридерика Ангальт-Цербстская.

### Младшая Ангальт-Цербстская ветвь (1603—1793)
Родоначальником ветви стал Рудольф (1576—1621), пятый сын князя Иоахима Эрнста, получивший при разделе отцовских владений в 1603 году северную часть Ангальта со столицей в городе Цербст.
В 1621 году Рудольфу наследовал его сын Иоганн (1621—1667). От двух из его сыновей пошли две линии рода. Родоначальником старшей линии стал третий сын Карл Вильгельм (1652—1718). Линия угасла после смерти в 1742 году его сына, князя Иоганна Августа (1677—1742).
Младшая, Дорнбургская ветвь, пошла от шестого сына Иоганна, Иоганна Людвига (1656—1704). Его сын Кристиан Август (1690—1747) служил на прусской военной службе, причём в 1742 году получил звание генерал-фельдмаршал. В 1742 году он унаследовал Ангальт-Цербст после прекращения старшей линии.
Наиболее известна дочь Кристиана София Августа Фридерика (1729—1796), выданная замуж за наследника русского императорского престола, а в 1762 году под именем Екатерина II сама ставшая императрицей Российской империи. Её брат Фридрих Август (1734—1793) получил герцогский титул, однако не оставил детей, и после его смерти в 1793 году ветвь угасла, а её владения перешли к князьям Ангальт-Бернбурга.